# اختبار قنبلة إليزور- فايدمان

مشكلة اختبار القنبلة في الرسم البياني.

اختبار قنبلة إليزور- فايدمان هو تجربة فكرية لميكانيكا الكم تستخدم قياسات خالية من التفاعل للتحقق من أن القنبلة تعمل دون الحاجة إلى تفجيرها. صُمِّمَت في عام 1993 من قبل أفشالوم إليزور ووليف فايدمان. منذ نشرها، أكدت تجارب العالم الحقيقي أن أسلوبهم النظري يعمل كما هو متوقع.
ويستفيد اختبار القنبلة من خاصيتين للجسيمات الأولية مثل الفوتونات أو الإلكترونات: غير موضعي و ازدواجية موجة-جسيم. من خلال وضع الجسيمات في تراكب كمومي يمكن للتجربة أن تحقق من أن القنبلة تعمل دون إحداث تفجير لها، على الرغم من أن هناك فرصة 50% أن القنبلة سوف تنفجر في هذا الجهد.

## الخلفية
اختبار القنبلة هو قياس خالٍ من التفاعل. فكرة الحصول على معلومات حول كائن دون التفاعل معه ليست فكرة جديدة. على سبيل المثال، يوجد صندوقان، يحتوي أحدهما على شيء،  الآخر لا يحتوي على شيء. إذا قمت بفتح صندوق واحد ورأيت شيئًا، فأنت تعرف أن الآخر يحتوي على شيء ما، دون فتحه أبدًا.
تكمن جذور هذه التجربة في تجربة الشق المزدوج ومفاهيم أخرى أكثر تعقيدًا، بما في ذلك قطة شرودنغر، وتجربة الاختيار المتأخر من ويلر. يختلف سلوك الجسيمات الأولية عما نعيشه في عالمنا الماكروسكوبي. يمكن أن تتصرف مثل موجة أو جسيم (انظر ازدواجية موجة-جسيم). عندما يكونان في حالة موجية، يكونان في ما يسمى «تراكب». في هذه الحالة، بعض خصائص الجسيم، على سبيل المثال، موقعه، ليس محدد. بينما في أي تراكب، فإن أي وكل الاحتمالات حقيقية بنفس القدر. لذلك، إذا كان يمكن أن توجد في أكثر من موقع واحد، فإنه موجود في كل منهم.[بحاجة لتوضيح] يمكن لاحقًا أن تكون موجة الجسيم «منهارة» من خلال مراقبة ذلك، في ذلك الوقت يصبح موقعها واضحًا مرة أخرى. يمكن بعد ذلك استخلاص المعلومات ليس فقط حول الحالة الفعلية للجسيم، ولكن أيضًا الحالات الأخرى، أو المواقع التي كانت موجودة فيها قبل الانهيار. وهذا ممكن على الرغم من الجسيمات لم تقع في تلك الحالات أو المواقع.

## كتب
- Penrose, R. (2004). The Road to Reality: A Complete Guide to the Laws of Physics. Jonathan Cape, London.
- G. S. Paraoanu (2006). "Interaction-free Measurement". Phys. Rev. Lett. ج. 97 ع. 18: 180406. arXiv:0804.0523. Bibcode:2006PhRvL..97r0406P. DOI:10.1103/PhysRevLett.97.180406. PMID:17155523.